# Burrel
Die Kleinstadt Burrel (albanisch auch Burreli) liegt im Bergland Nordalbaniens rund 35 Kilometer Luftlinie nordöstlich von Tirana. Die Stadt mit 7928 Einwohnern (Volkszählung 2023) ist Hauptort der Gemeinde Mat. Zwölf Jahre zuvor hatte Burrel noch 10.862 Einwohnern (Volkszählung 2011).

## Geographie
Die Region Mat besteht mehrheitlich aus einer großen, weiten Senke, die von unzugänglichen Bergen umgeben ist, weshalb man auf der Straße nach Tirana einen Umweg nach Norden von rund 90 Kilometern fahren muss. Die Stadt liegt auf einer Terrasse, die nach Nordost und Südost zum Fluss Mat abfällt, der rund 150 Meter tiefer liegt. Eine steile Straße – Teil der SH 6, die Milot mit Peshkopia verbindet – führt vom Ort zu einer direkt unterhalb der Stadt gelegenen Brücke, über die die östlichen und südlichen Gebiete der Mat erreicht werden.
Westlich von Burrel steigen die Berge bis über 1700 Meter an. Eine schlechte, ungeteerte Straße führt über die Berge durch den Naturpark Qafë Shtama nach Kruja. Gebiete ganz im Osten jenseits des Grats des Mali i Dejës (2245 m ü. A.) gehören zum Nationalpark Lura-Mali i Dejës.
Bis 2015 war Burrel eine eigenständige Gemeinde (bashkia). Dann wurden die Gemeinden im nördlichen Teil des ehemaligen Kreises Mat zusammengelegt zur Gemeinde Mat.

## Geschichte

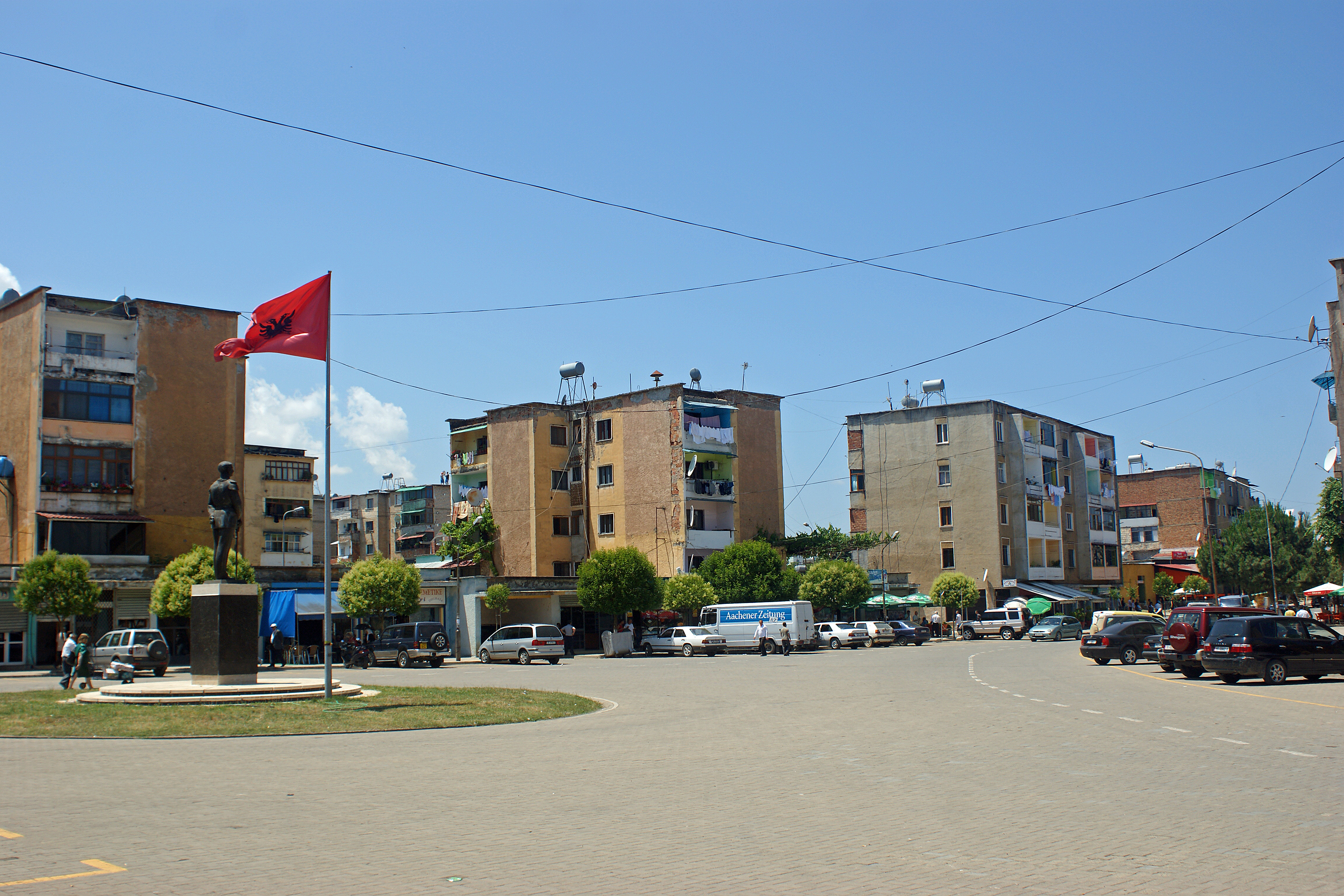
Zentraler Platz mit Monument von Ahmet Zogu

Erstmals schriftlich erwähnt wurde Burrel im 15. Jahrhundert als Etappenort auf den von der Adria ostwärts führenden Karawanenrouten. Als Marktplatz war Burrel das regionale Zentrum, auch wenn noch im Jahr 1937 nur 400 Menschen hier lebten.
Im Jahr 1943 zündeten italienische Truppen alle Häuser im Ort an, nachdem zuvor lokale Aufständische die Italiener aus dem Ort vertrieben hatten.
Als Standort eines Gefängnisses, in dem Ahmet Zogu und das kommunistische Regime neben Kriminellen auch politische Gefangene und Kleriker – darunter Pjetër Arbnori, Bashkim Shehu, Fatos Lubonja und Karl Serreqi – inhaftieren ließen, war Burrel lange Zeit in ganz Albanien berüchtigt. Das Wort Burrel wird oft mit Hölle (im übertragenen Sinn) gleichgesetzt. Nach dem politischen Umsturz gab es Pläne, das Gebäude in ein Museum umzuwandeln, die allerdings nicht umgesetzt wurden. Stattdessen ist dort jetzt wieder ein Gefängnis für Langzeitstraftäter untergebracht. 
Darüber hinaus gab es ein Arbeitslager, das als "Todeslager" Ende der 50er Jahre von Mehmet Shehu eigenhändig skizziert wurde.
Im Jahr 2008 publizierte Carla Del Ponte, zuvor Chefanklägerin des Internationalen Strafgerichtshofes für die Kriegsverbrechen im ehemaligen Jugoslawien, Mutmassungen, dass die UÇK in einem gelben Haus in einem Dorf südlich von Burrel während des Kosovokriegs serbischen Gefangenen Organe entnommen haben soll.

## Wirtschaft

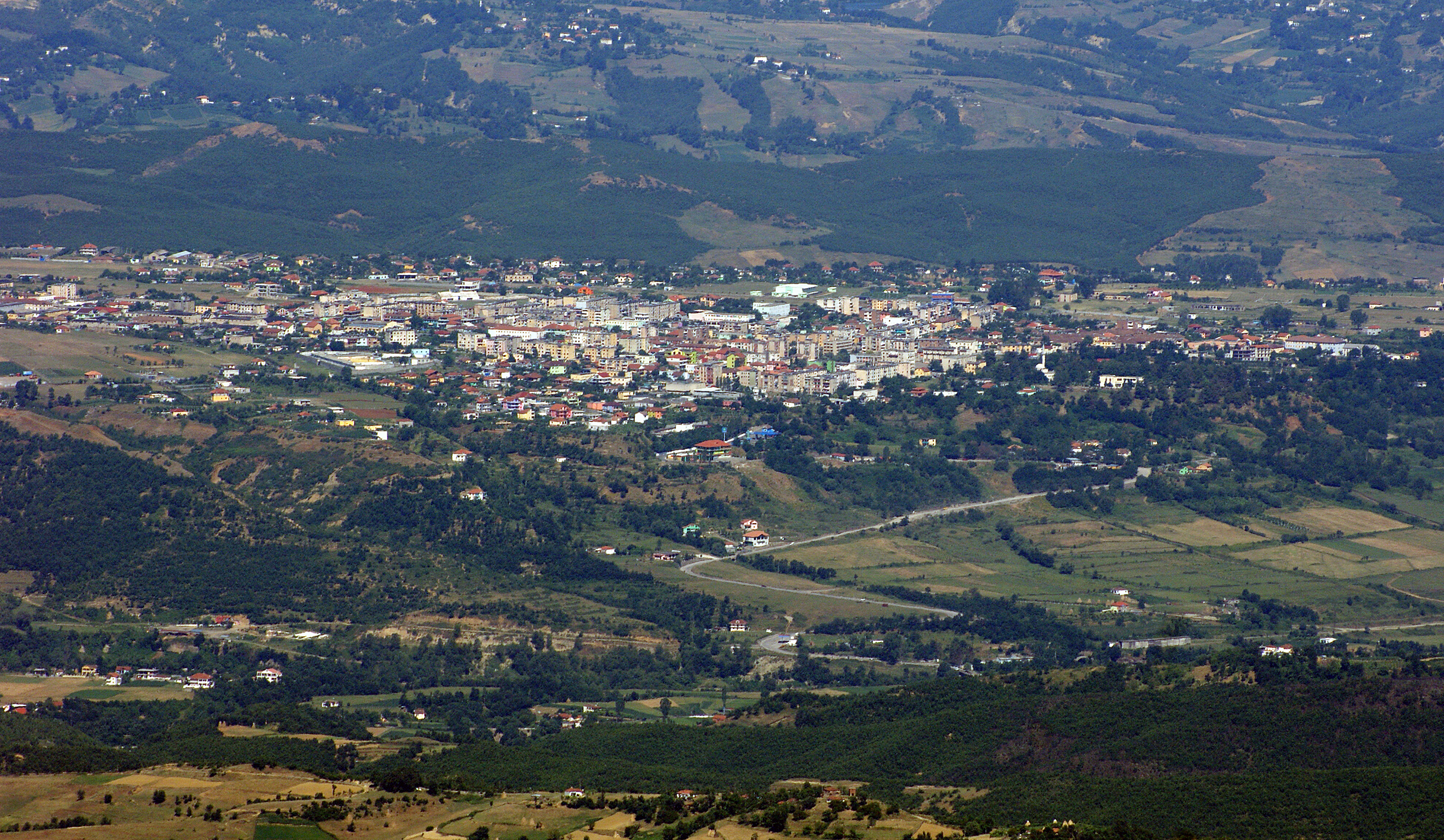
Burrel von Südost

Burrel ist als Zentrum des Bergbaus in der Region entstanden. Die geplante Verlängerung der Eisenbahnlinie von Milot nach Rrëshen wurde nie vollendet. Die Stadt leidet erheblich darunter, dass heute beinahe alle Minen geschlossen sind.

## Sehenswürdigkeiten
Aufgrund der Zerstörungen im Zweiten Weltkrieg und des rasanten Wachstums sind kaum alte Häuser erhalten. Die zentralen Straßen und Plätze sind von mehrstöckigen Plattenbauten geprägt.
Ein kleines Geschichts-Museum zeigt lokale Fundstücke aus verschiedenen Jahrhunderten und Volkstümliches aus der Region Mat.
Die Burg Burgajet, die Ruinen der Kulla der Zogolli-Familie, in der der spätere König Zogu geboren wurde, liegt ca. zehn Kilometer östlich von Burrel.

## Sport
Klubi Sportiv Burreli (KS Burreli) ist ein albanischer Fußballverein mit Sitz in Burrel. Sein Heimstadion ist das Liri-Ballabani-Stadion, das auch als Burreli-Stadion bekannt ist und ein Fassungsvermögen von 3.000 Zuschauern hat. Der Verein wurde 1952 unter dem Namen „KS 31 Korriku Burrel“ gegründet und spielte in der Saison 1981/82 erstmals und 1983/84 letztmals in der höchsten albanischen Liga. Seit der Saison 2006/07 spielt KS Burreli wieder in der zweithöchsten Liga.